# Faadhippolhu-Atoll
Das Faadhippolhu-Atoll (auch Fadiffolu, Dhivehi ފާދިއްޕޮޅު) ist ein Atoll der Malediven. Es liegt nördlich des Nord-Malé-Atolls und ist deckungsgleich mit dem Gebiet des Verwaltungs-Atoll Lhaviyani.
Mit einer Gesamtfläche von 701,46 km² ist das Faadhippolhu-Atoll das zwölftgrößte Atoll der Malediven. Die aggregierte Landfläche der Inseln beträgt dagegen nur 7,20 km² oder etwa ein Prozent der Gesamtfläche.

## Geographie

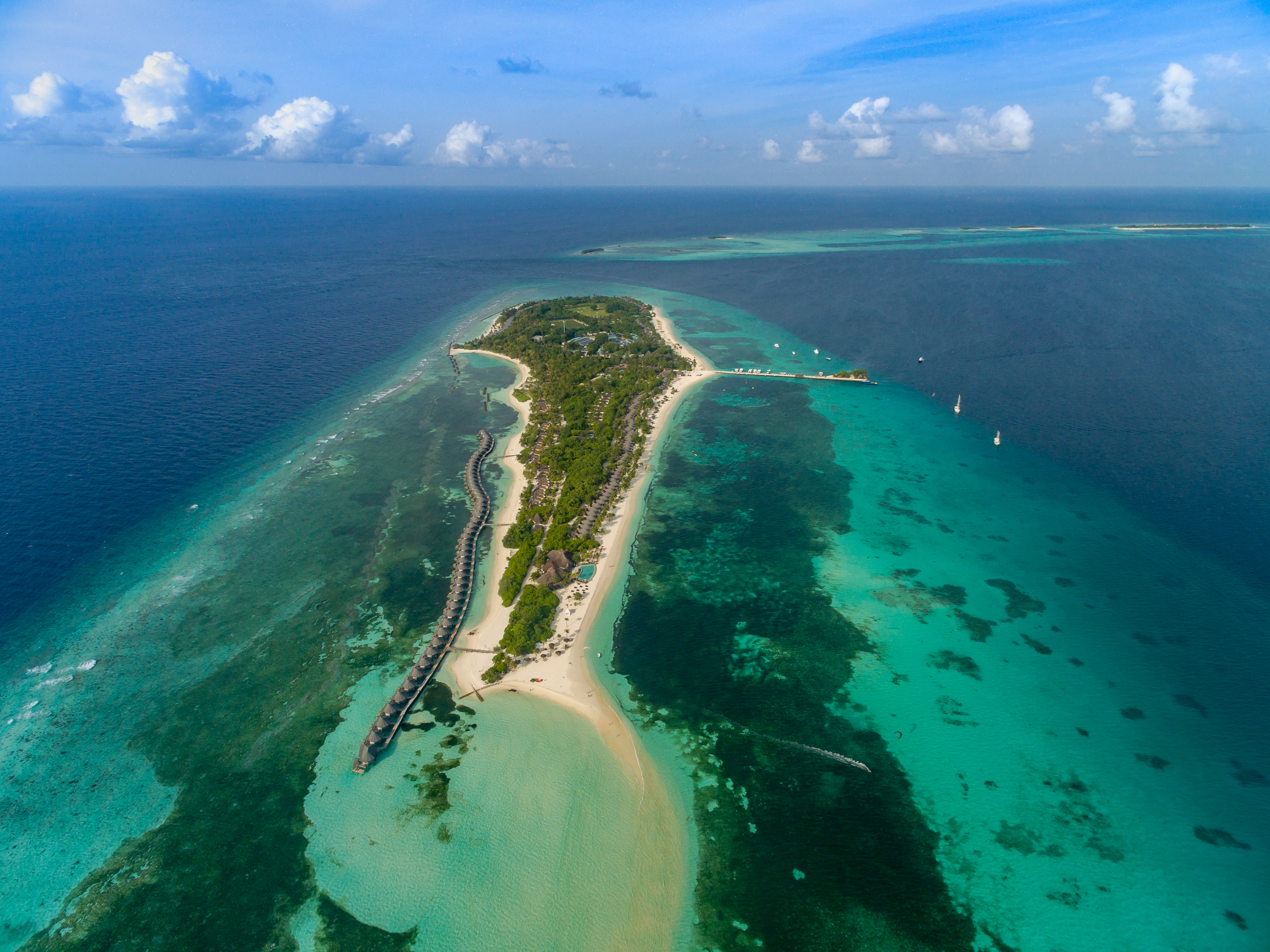
Kuredu island im Faadhippolhu-Atoll

Von den 55 Inseln des Faadhippolhu-Atolls sind fünf bewohnt. Es sind dies Hinnavaru, Kurendhoo, Maafilaafushi, Naifaru und Olhuvelifushi. 